# پی‌ان‌اس قازی
پی‌ان‌اس قازی (به انگلیسی: PNS Ghazi) یک زیردریایی بود که طول آن ۳۱۱ فوت ۸ اینچ (۹۵٫۰۰ متر) بود. این زیردریایی در سال ۱۹۴۴ ساخته شد.